# Batalha de Wagram
A Batalha de Wagram foi um confronto militar das Guerras Napoleônicas que terminou em uma vitória custosa, mas decisiva, do exército francês e aliado do imperador Napoleão Bonaparte contra o exército austríaco sob o comando do arquiduque Carlos da Áustria-Teschen. A batalha levou à dissolução da Quinta Coalizão, a aliança liderada pela Áustria e pela Inglaterra contra a França.
Em 1809, a presença militar francesa na Confederação do Reno foi diminuída quando Napoleão transferiu vários soldados para lutar na Guerra Peninsular. Como resultado, o Império Austríaco viu sua chance de recuperar parte de sua antiga esfera de influência e invadiu o Reino da Baviera, um aliado francês. Recuperando-se da surpresa inicial, Napoleão derrotou as forças austríacas e ocupou Viena no início de maio de 1809. Apesar da série de derrotas agudas e da perda da capital do império, o arquiduque Carlos salvou um exército, com o qual recuou ao norte do Danúbio. Isso permitiu que os austríacos continuassem a guerra. No final de maio, Napoleão retomou a ofensiva, sofrendo uma derrota surpresa na Batalha de Aspern-Essling.
Napoleão levou seis semanas para preparar sua próxima ofensiva, para a qual reuniu um exército francês, alemão e italiano de 172 000 homens nas proximidades de Viena. A Batalha de Wagram começou depois que Napoleão cruzou o Danúbio com o grosso dessas forças durante a noite de 4 de julho e atacou o forte exército austríaco de 136 000 homens. Tendo cruzado o rio com sucesso, Napoleão tentou uma descoberta precoce e lançou uma série de ataques noturnos contra o exército austríaco. Os austríacos estavam dispersos em um amplo semicírculo, mas mantinham uma posição naturalmente forte. Depois que os atacantes tiveram algum sucesso inicial, os defensores recuperaram a vantagem e os ataques falharam. Amparado por seu sucesso, no dia seguinte, ao amanhecer, o arquiduque Carlos lançou uma série de ataques ao longo de toda a linha de batalha, buscando dominar o exército inimigo, buscando dominar o exército inimigo através de um movimento de pinça. A ofensiva falhou contra a direita francesa, mas quase quebrou a esquerda de Napoleão. No entanto, o imperador reagiu lançando uma carga de cavalaria, que interrompeu temporariamente o avanço austríaco. Ele então redistribuiu o IV Corpo para estabilizar sua esquerda, enquanto montava uma grande bateria, que atingiu a direita e o centro austríacos. A maré da batalha mudou e o Imperador lançou uma ofensiva ao longo de toda a linha, enquanto o Maréchal Louis-Nicolas Davout conduziu uma ofensiva, que virou a esquerda austríaca e tornou a posição de Carlos insustentável. Em meados da tarde de 6 de julho, Carlos admitiu a derrota e liderou uma retirada, frustrando as tentativas de perseguição do inimigo. Após a batalha, Charles permaneceu no comando de uma força coesa e decidiu recuar para Bohemia. No entanto, o Grande Armée acabou por alcançá-lo e conquistou uma vitória na Batalha de Znaim. Com a batalha ainda feroz, Charles decidiu pedir um armistício, efetivamente encerrando a guerra.
Com 80 000 baixas, a batalha de dois dias de Wagram foi particularmente sangrenta, principalmente devido ao uso de 1 000 peças de artilharia e ao gasto de mais de 180 000 tiros de munição de artilharia em um campo de batalha plano lotado com cerca de 300 000 homens. Embora Napoleão tenha sido o vencedor incontestável, ele falhou em garantir uma vitória esmagadora e as baixas austríacas foram apenas ligeiramente maiores do que as dos franceses e aliados. No entanto, a derrota foi séria o suficiente para abalar o moral dos austríacos, que não tinham mais vontade de continuar a luta. O resultante Tratado de Schönbrunn significou a perda de um sexto dos súditos do Império Austríaco, junto com alguns territórios, tornando-o sem litoral até a Campanha Alemã de 1813.
Após a batalha, o Imperador Napoleão concedeu a Louis-Alexandre Berthier, que era seu Marechal, Chefe do Estado Maior, Ministro da Guerra e Vice-Condestável do Império, o título de vitória de 1º Príncipe de Wagram, tornando-o membro oficial dos nobres franceses. Berthier já havia recebido o título de Príncipe Soberano de Neuchâtel e Príncipe de Valangin em 1806. Isso permitiu que seus descendentes carregassem os títulos de Príncipe e Princesa de Wagram.